# Simon Tonyé
Ne doit pas être confondu avec Simon-Victor Tonyé Bakot.
Pour les articles homonymes, voir Tonyé.
Simon Tonyé, né le 15 mai 1922 à Log Mbôn (Région du Littoral) et mort le 21 février 1997 à Douala, est un prélat catholique camerounais, évêque puis archevêque de Douala.

## Biographie
Il est ordonné prêtre le 15 août 1955, nommé évêque de Douala (1973), puis archevêque le 18 mars 1982, charge qu'il conserve jusqu'à sa démission le 31 août 1991. Christian Wiyghan Tumi lui succède.